# Roturas
Roturas es un municipio y localidad española de la provincia de Valladolid, en la comunidad autónoma de Castilla y León. Pertenece a la comarca Campo de Peñafiel, históricamente perteneció a la Comunidad de villa y tierra de Curiel. Confina con San Llorente, Pesquera de Duero y Curiel de Duero.

## Historia
En el censo de Pascual Madoz (1845-1850) constan los siguientes datos:
- Partido Judicial de Peñafiel. Provincia de Valladolid. Diócesis de Palencia.
- Número de casas: 34
- Población: 37 vecinos, 179 habitantes.
- Iglesia parroquial de San Esteban servida por un cura y un sacristán.
- Fuente de buenas aguas. Terreno de buena calidad.
- El correo despachado desde Peñafiel.
- Producción: trigo, centeno, avena, patatas, vino, cáñamo, yerbas de pasto.
- Ganado: lanar y yuntas para uso agrario.
- Caza: conejos, liebres y perdices.
- Escuela de instrucción primaria: no consta.
- Capital Producido: 475380 rs
- Impuestos: 47538 rs
- Contribución: 3130 rs 32 mrs

## Geografía humana

### Demografía
Cuenta con una población de 26 habitantes (INE 2024).
| Gráfica de evolución demográfica de Roturas entre 1842 y 2021                                                         |
| |
| Población de derecho según los censos de población del INE. Población de hecho según los censos de población del INE. |

| 29                        | 28 | 28 | 30 | 32 | 31 | 33 | 32 | 31 | 32 | 30 |
| (Fuente: INE [Consultar]) |    |    |    |    |    |    |    |    |    |    |

NOTA: La cifra de 1996 está referida a 1 de mayo y el resto a 1 de enero.

### Economía
La actividad económica de este municipio se centra fundamentalmente en la agricultura de secano y en el turismo rural. Tiene varias hectáreas de viñedo de bodegas de la Ribera de Duero de Pesquera de Duero y Peñafiel. 

## Administración y política

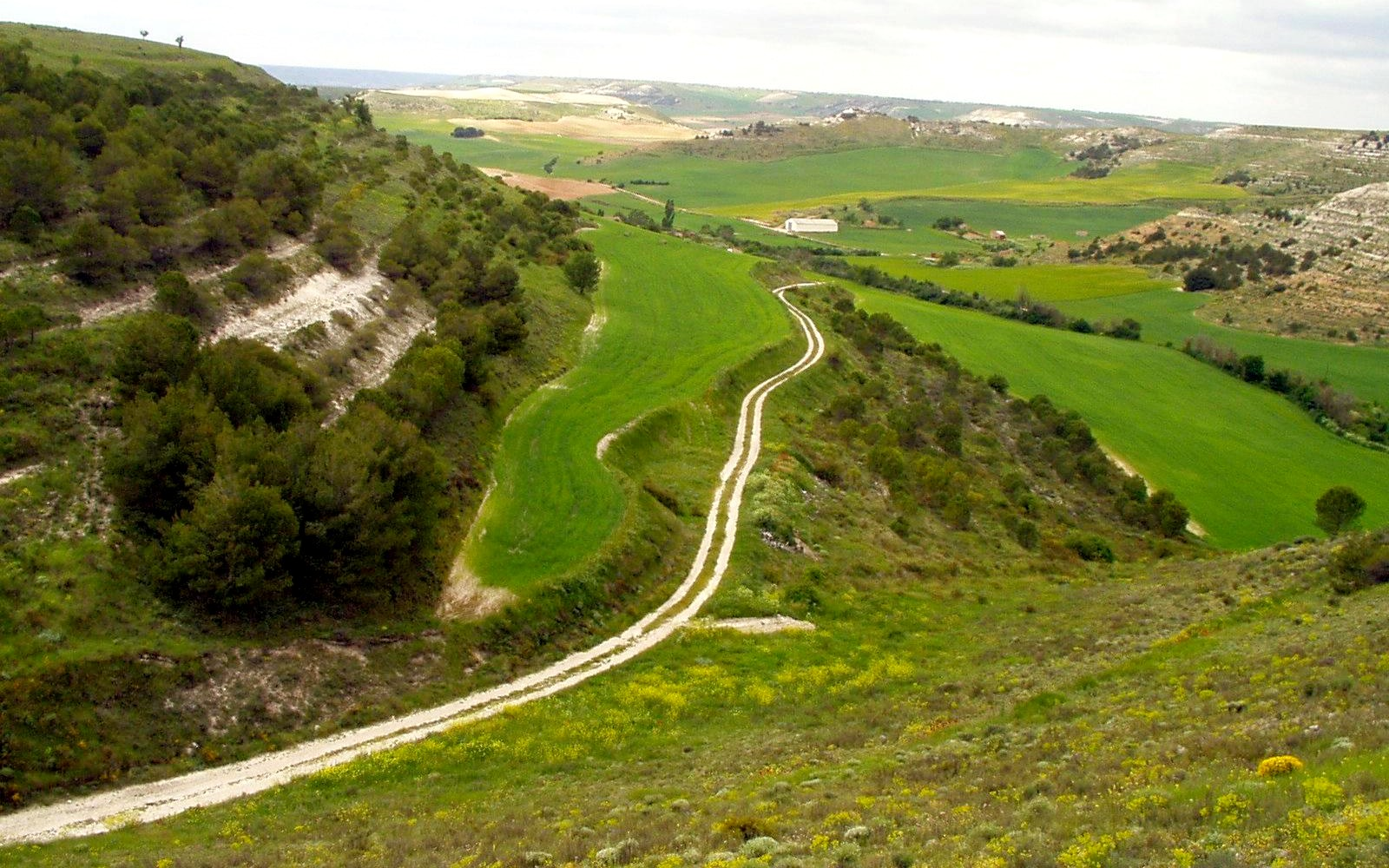

| Periodo   | Nombre                 | Partido |
| --------- | ---------------------- | ------- |
| 1979-1983 | Lucas Aguado Fernández | UCD     |
| 1983-1987 | Lucas Aguado Fernández | PSOE    |
| 1987-1991 | Lucas Aguado Fernández | PSOE    |
| 1991-1995 | Lucas Aguado Fernández | ?       |
| 1995-1999 | Lucas Aguado Fernández | ?       |
| 1999-2003 | Lucas Aguado Fernández | PP      |
| 2003-2007 | Lucas Aguado Fernández | PP      |
| 2007-2011 | Lucas Aguado Fernández | PP      |

## Cultura

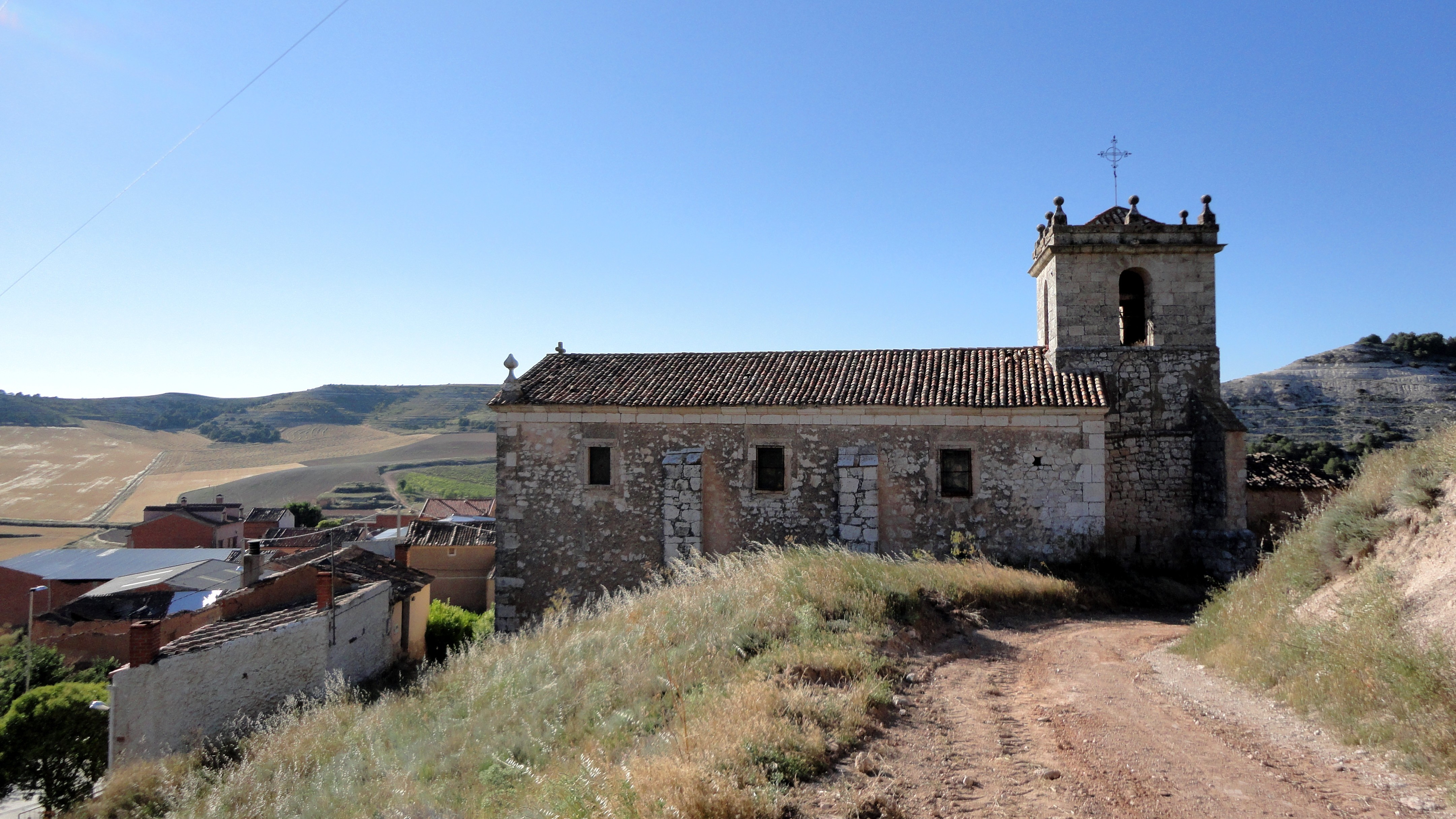

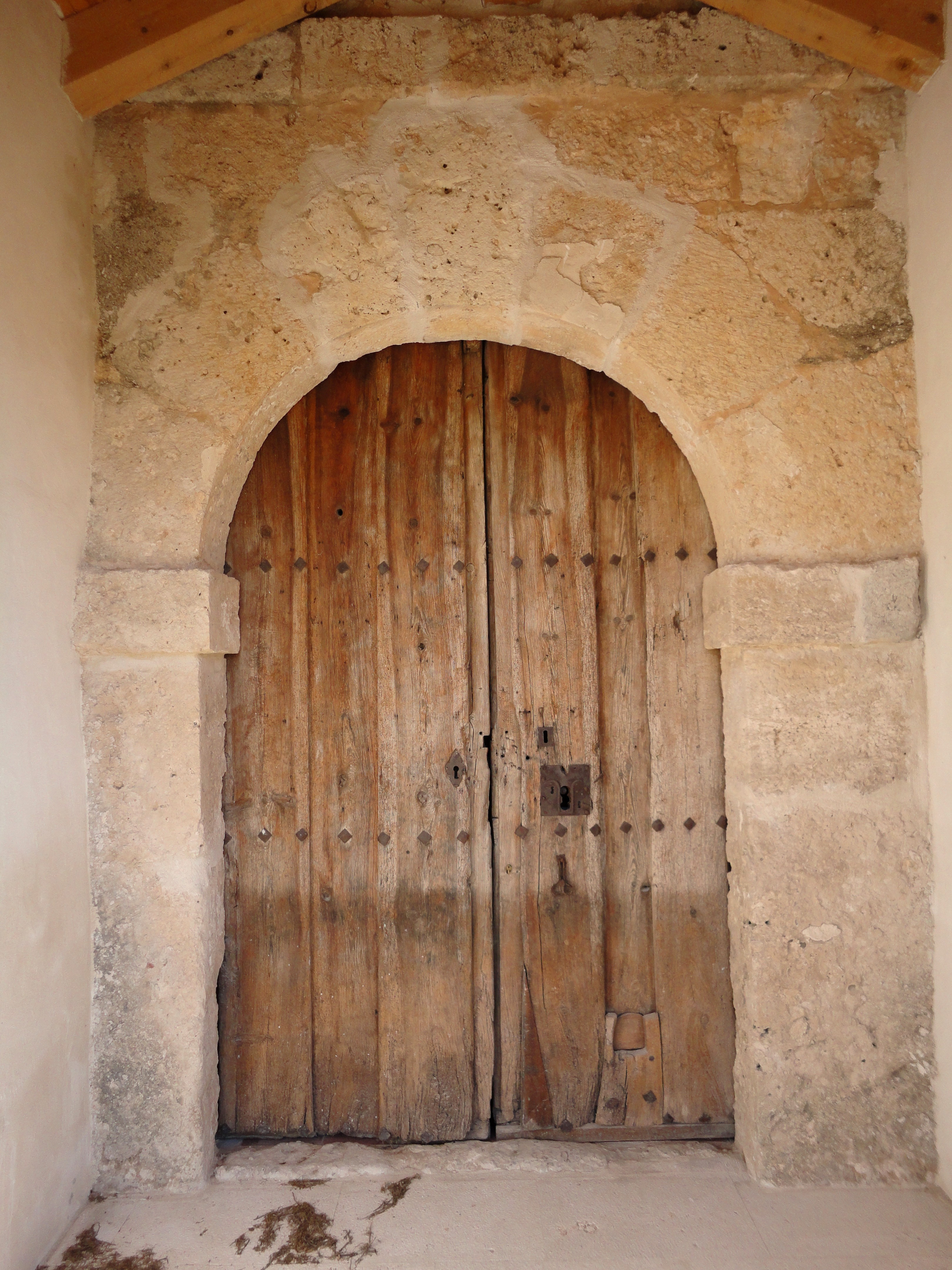

### Patrimonio
La iglesia parroquial de Roturas está dedicada a San Esteban Protomártir. Se construyó en el siglo XVI siendo lo más llamativo su retablo mayor construido en piedra caliza y fechado a principios del siglo XVIII. Sobre un basamento de tipo pedestal descansan dos pilastras cajeadas que se repiten en serie superponiéndose en profundidad y sobre ellas aparece un muy movido frontón partido, cargado de agitadas molduras. Este frontón partido acoge una pequeña hornacina con una imagen de San Juan Evangelista. El conjunto tiene un claro aire manierista aunque su construcción data de otra etapa artística muy distante a la segunda mitad del siglo XVI. El retablo de piedra alberga en su seno otro pequeño retablo de madera policromada.
La Cruz parroquial es del siglo XV, de plata sobredorada de gran calidad, calidad, cuya iconografía está constituida por los cuatro símbolos de los Evangelistas, la Virgen y San Juan, el Pelícano y Adán resucitado, conservando la cruz el primitivo Cristo gótico.
El acceso a la iglesia se hace con una puerta en arco de medio punto.
Abre al público la Escuela del Ayer un aula que conserva los objetos de antigua escuela ya cerrada.
Cabe destacar una olma centenaria a la entrada al pueblo y una fuente en la plaza.

### Fiestas
- Primer fin de semana de agosto: San Esteban.